# Бариш Манчо
Бариш Манчо (тур. Tosun Yusuf Mehmet Barış Manço, познатији као тур. Barış Manço) био је турски рок певач, композитор и телевизијски продуцент. Компоновао је бројне песме, од којих су неке превођене на енглески, јапански, грчки, бугарски, румунски, персијски и арапски језик. И након своје смрти је остао једна од најславнијих личности Турске.
У Истанбулу је у његовој родној кући отворен музеј за све љубитеље његовог стваралаштва.

## Дискографија
Синглови:
- Twist In USA/The Jet (1962),Grafson MGG 515
- Do The Twist/Let’s Twist Again (1962), Grafson MGG 516
- Çıt Çıt Twist/Dream Girl (1963), Grafson MGG 566
- Baby Sitter/Quelle Peste/Jenny Jenny/Un Autre Amour Que Toi (1964), EP Rigolo 18.726
- Baby Sitter/Quelle Peste (1964), Rigolo RI 10019
- Jenny Jenny/Un Autre Que Toi (1964), Rigolo RI 10020
- Il Arrivera/Une Fille (1966), Sahibinin Sesi 45-AX 3092
- Bien Fait Pour Toi/Aman Avcý Vurma Beni (1966), Sahibinin Sesi 45-AX 3093
- Bizim Gibi/Seher Vakti (1967), Sayan FS
- Kol Düğmeleri/Big Boss Mann/Seher Vakti/Good Golly Miss Molly (1967), EP Sayan FS-144
- Kızılcıklar/I’ll Go Crazy (1968), Sayan FS-171
- Bebek/Keep Lookin’ (1968), Sayan FS-179
- Karanlıklar Içinde/Trip(To A Fair) (1968), Sayan FS-180
- Boğaziçi/Flower Of Love (1968), Sayan FS-194
- Runaway/Unutamıyorum (1969), Sayan FS-199
- Ağlama Değmez Hayat/Kirpiklerin Ok Ok Eyle (1969), Sayan FS-204
- Kağızman/Anadolu (1969), Sayan FS-213
- Derule/Küçük Bir Gece Müziği (1969), Sayan FS-223
- Dağlar Dağlar 1/Dağlar Dağlar 2 (1970), Sayan FS-229
- Işte Hendek Işte Deve/Kâtip Arzuhalim Yaz Yare Böyle (1971), Sayan FS-266
- Binboğa’nın Kızı/Ay Osman (1971), Sayan FS-271

Албуми:
- Kurtalan Ekspres (1969)
- Dünden Bugüne (1971)
- 2023 (1975)
- Sakla Samanı Gelir Zamanı (1976)
- Barish Mancho / Nick The Chopper (1976)
- Yeni Bir Gün (1979)
- 20 Sanat Yılı Disco Manço (1980)
- Sözüm Meclisten Dışarı (1981)
- Estağfurullah.. Ne Haddimize! (1983)
- 24 Ayar Manço (1985)
- Değmesin Yaglı Boya (1986)
- 30 Sanat Yılı Fulaksesuar Manço-Sahibinden İhtiyaçtan (1988)
- Darısı Başınıza (1989)
- Mega Manço (1992)
- Müsaadenizle Çocuklar (1995)
- Barış Manço Live In Japan (1996)
- Mançoloji (1999)